# Valči
Valči je žensko osebno ime.

## Izvor imena
Ime Valči je različica ženskera osebnega imena Valburga.

## Pogostost imena
Po podatkih Statističnega urada Republike Slovenije je bilo na dan 31. decembra 2007 v Sloveniji število ženskih oseb z imenom Valči: 30.

## Osebni praznik
Osebe z imenom Valči lahko godujejo skupaj z Valburgami.